# Groupement léger aéroporté
Le GLAP ou groupement léger aéroporté est une unité parachutiste éphémère de l'armée de terre qui a combattu en Indochine au début des années 1950.

## Création et différentes dénominations
- Création du GLAP le 1er octobre 1946.
- Dissolution du GLAP le 31 août 1952.

## Chefs de corps
- colonel de Rocquigny

## Faits d'armes faisant particulièrement honneur au bataillon
Le GLAP s'illustre, en octobre 1951 lors de la bataille de Nghia Lo où sont engagés les 8e BPC, 2e BEP et 10e BPCP).

## Sources et bibliographie
- Collectif, Histoire des parachutistes français, Société de Production Littéraire, 1975.
- Jacques Sicard, 10e bataillon parachutiste de chasseurs à pied, 1946-1952, revue Militaria Magazine no 176, pages 52 à 58.